# Бук (Великопольське воєводство)
Бук (пол. Buk) — місто в західній Польщі, за 30 км на захід від Познані.

## Демографія
Демографічна структура станом на 31 березня 2011 року:
|          | Загалом | Допрацездатний вік | Працездатний вік | Постпрацездатний вік |
| -------- | ------- | ------------------ | ---------------- | -------------------- |
| Чоловіки | 2932    | 626                | 2026             | 280                  |
| Жінки    | 3278    | 612                | 1932             | 734                  |
| Разом    | 6210    | 1238               | 3958             | 1014                 |